# Verderola

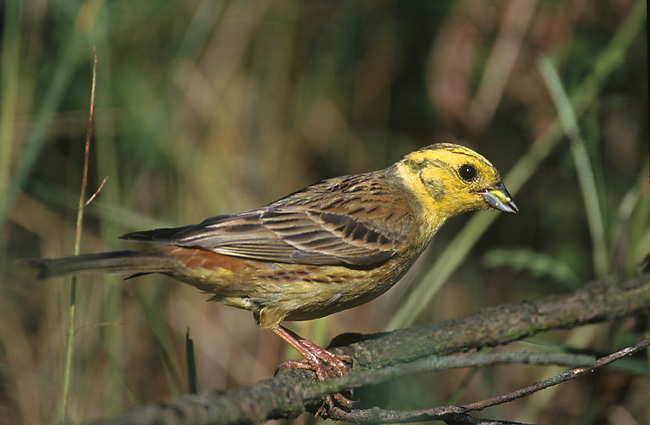
Verderola

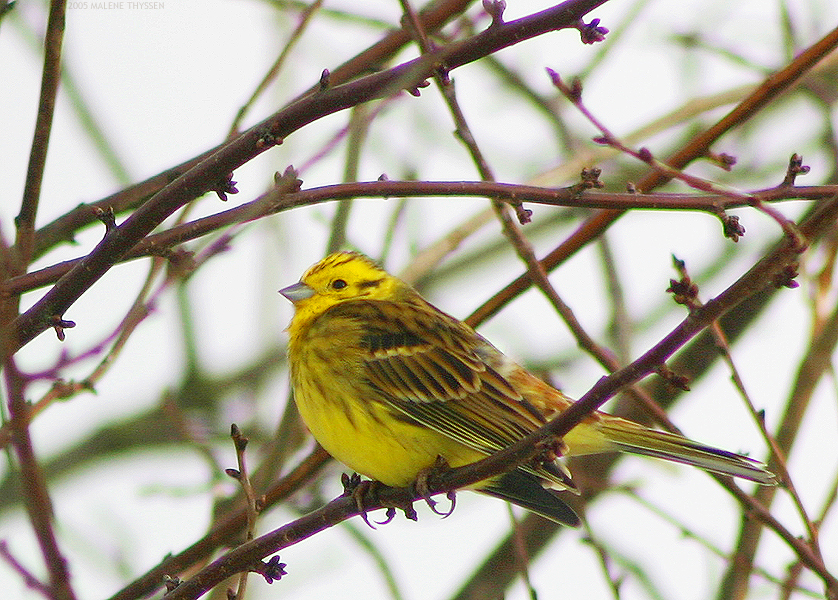
Verderola

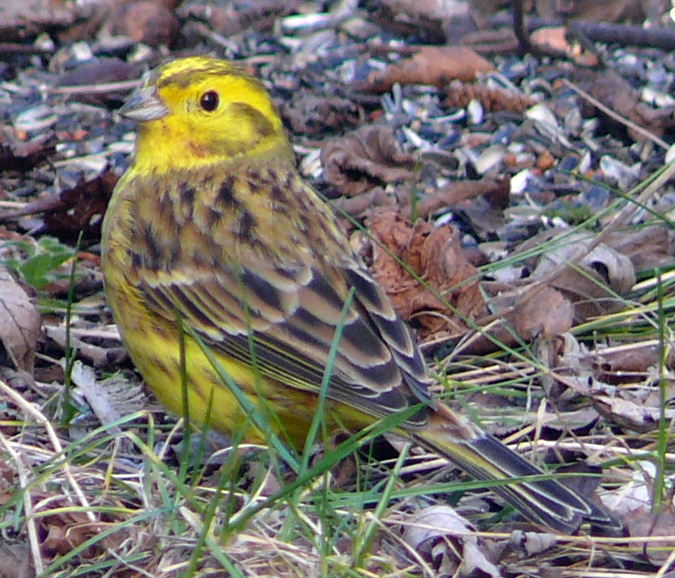
Verderola

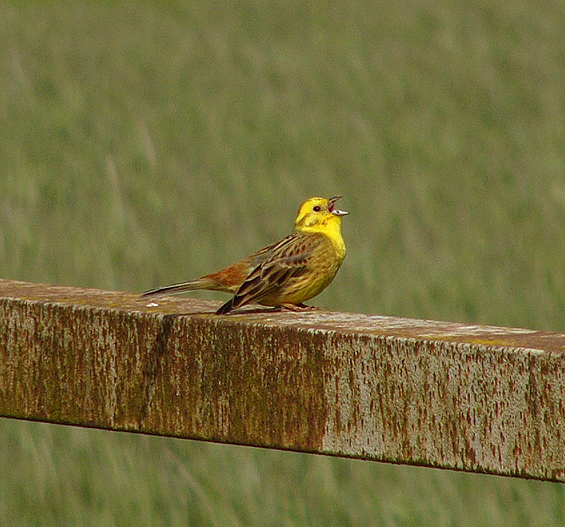
Verderola (mascle)

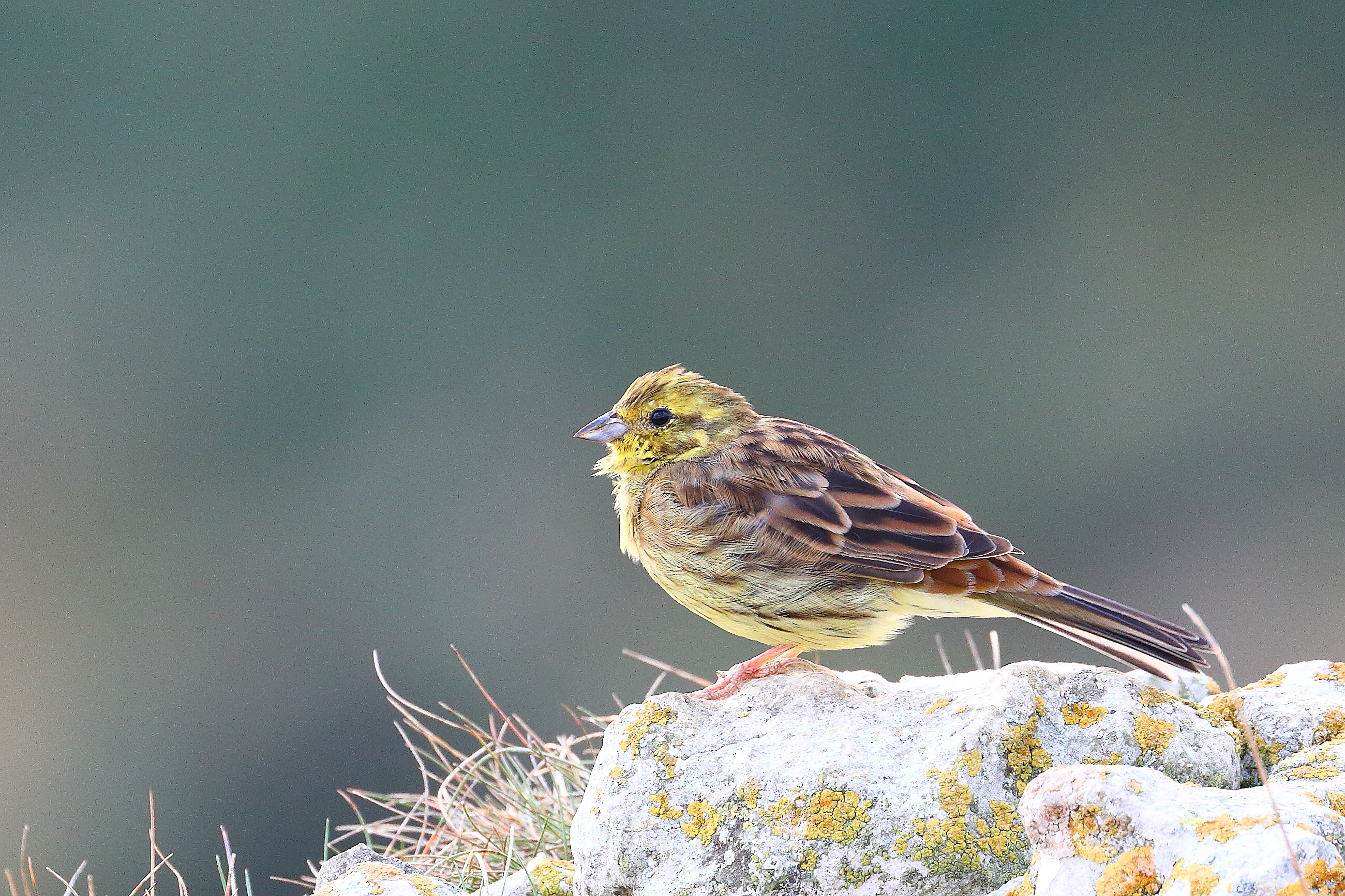
Verderola

La verderola (Emberiza citrinella) o hortolà groc tal com es coneix a les Balears, és un ocell de l'ordre dels passeriformes i de la família dels emberízids.

## Morfologia
Fa 16,5 cm de llarg, amb una envergadura alar de 23 a 29,5 cm pesa entre 20 i 36,5 g El mascle de la subespècie nominal o patró tipus E. c. citrinella té el cap groc brillant, l'esquena marró molt ratllada, el carpó de color vermellós, les parts inferiors grogues i les plomes exteriors de la cua blanques. La femella és de colors menys brillants i amb més vetes al cap, el pit i els flancs. Els dos sexes estan menys marcats fora de l'època de reproducció, quan les franges fosques de les plomes noves enfosqueixen les plomes grogues. El jove és molt més apagat i menys groc que els adults i sovint té el carpó més pàl·lid.
Després de la reproducció, els adults tenen una muda completa, que triga almenys vuit setmanes, el plomatge dels mascles va adquirint un color més groc cada vegada que muden. Els joves tenen una muda parcial no gaire després d'haver deixat el niu, substituint el plomatge del cap, del cos i d'algunes plomes cobertores.
Les diferències entre les subespècies són petites i graduals geogràficament parlant. De mitjana, el mascle d'E. c. caliginosa és una mica més petit i fosc que el mateix sexe de la subespècie nominal i també té més vetes a l'esquena, un to de verdós a groc del cap i més castany als flancs. El mascle de la subespècie E. c. erythrogenys, és més pàl·lid i menys vetat que l'E. c. citrinella. Els flancs, la part inferior de la cua i les barres alars solen ser més blanques i el cap i la gola són d'un color groc més brillant. Normalment no és possible distingir les femelles de les tres subespècies utilitzant les característiques del plomatge.
Les femelles i joves, especialment de la subespècie oriental pàl·lida, E. c. erythrogenys, es poden confondre amb el sit capblanc, però es poden diferenciar perquè tenen el plomatge grogenc, el llom vermellós més pàl·lid i les parts superiors més uniformes que el sit capblanc. Els joves de verderola es poden distingir dels gratapalles perquè aquests tenen el llom de color marró grisós. Els híbrids mascles amb el sit capblanc típicament tenen la cara blanca i una mica de groc al cap així com les parts inferiors i a les plomes de vol, però les femelles solen ser indistingibles de les verderoles.

### Veu
El cant de la verderola es compon d'una sèrie de notes curtes que augmenten gradualment de volum i seguides d'una o dues notes més prolongades. El cant complert es pot confondre amb el cant gairebé idèntic del sit capblanc i si omet les notes finals llavors és possible confondre'l amb el del gratapalles. Altres vocalitzacions inclouen una piulada de contacte, una d'alarma i un trinat fet en vol.
Els mascles de vederola aprenen el cant dels seus pares, i amb el temps, desenvolupen diferents variants segons la zona on es troben amb petites diferències, tots són reconeguts mútuament per ocells de diferents zones. Cada mascle té un repertori individual de variants de cants dins de la variant regional les femelles tendeixen a aparellar-se amb mascles que comparteixen el mateix dialecte i prefereixen els mascles que tenen més repertori.
El sit capblanc i la verderola estan tan estretament relacionats que cadascun respon al cant de l'altre. El cant del mascle de verderola és més atractiu per a les femelles i és una de les raons del domini d'aquesta espècie on els rangs es superposen.

## Distribució i hàbitat
Habita les Illes Britàniques, al nord de la península Ibèrica, a gairebé tota l'Europa continental (llevat d'una gran part del litoral mediterrani) i a part d'Àsia. És migratòria al País Valencià, rara a les Illes Balears i comuna a la resta dels Països Catalans, especialment als Pirineus (només els abandona a l'hivern, època durant la qual es torna gregària).
La majoria de verderoles hivernen dins de l'àrea de reproducció, excepte les de l'extrem nord, encara que alguns exemplars es poden desplaçar cap al sud, concretament cap a Espanya, Itàlia i altres països mediterranis podent arribar a recórrer fins a 500 km. Els ocells de l'àrea asiàtica són més migratoris, per hivernar es desplacen cap a Iraq, Iran i el sud de l'Àsia central. La verderola s'ha trobat com a divagant als Emirats Àrabs Units, Egipte, Kuwait, el Marroc, Malta, l'Himàlaia (desplaçant-se des del nord de l'Afganistan fins al centre de Nepal), les Illes Balears, Islàndia i les Fèroe.
L'any 1862, exemplars de la subespècie E. c. caliginosa, van ser introduïts amb èxit a Nova Zelanda per les societats locals d'aclimatació i aviat es van estendre per les illes principals. De vegades es desplacen a les illes subantàrtiques de Nova Zelanda, encara que poques vegades es queden per reproduir-se i han arribat a l'illa de Lord Howe d'Austràlia en diverses ocasions. A principis del segle xx, aquesta espècie era vista com una plaga agrícola greu.
També s'han introduït poblacions de verderoles a les Illes Malvines i Sud-àfrica.
La verderola és un ocell de camp eixut i obert, preferentment amb una varietat de tipus de vegetació i alguns arbres. Està absent de zones urbanes, boscos i aiguamolls. Amb el temps, s'ha beneficiat de l'agricultura tradicional que a anat creant extenses zones obertes amb bardisses i grups d'arbres.

## Comportament

### Reproducció
La reproducció comença normalment a principis de maig, però sovint s'avança a l'abril en la zona austral. Les verderoles són monògames i es reprodueixen a partir del primer any de vida. Els mascles estableixen territoris al llarg de tanques o marges de bosc i canten des d'un arbre o arbust i sovint o fan fins al juliol o l'agost. El festeig consta principalment en que el mascle es mostra a la femella alçant les ales i corrent cap a ella.
Per fer niu cerquen les àrees arbustives obertes o els conreus en les zones muntanyoses. A terra la femella situa el nial, que ha confeccionat amb herbes seques i pèl, hi pon 2 o 5 ous, els cova durant 13 dies i, amb la participació del mascle, s'encarrega de vetllar per la salut dels polls, que volen als 11-13 dies. A voltes poden fer 3 cries. Els ous mesuren entre 11,5–13 cm d'alçada i 4–4,5 cm d'ample i pesen 3 g dels quals el 6% és closca. Són blanquinosos, normalment dibuixats amb una xarxa de línies fines i fosques.

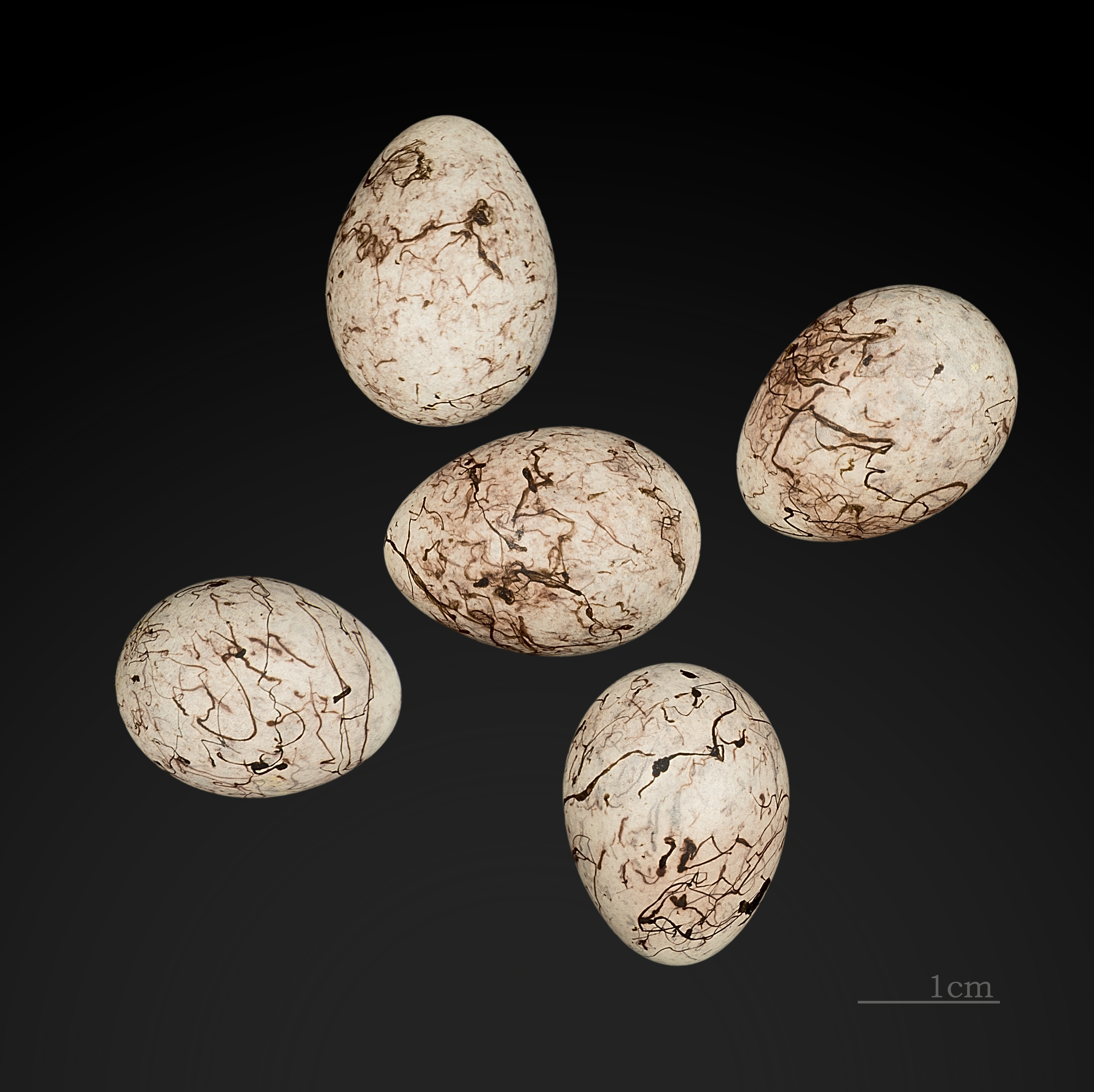
Ous dEmberiza citrinella

La taxa de supervivència anual dels adults al Regne Unit és d'un 54%, i la dels joves en el seu primer any és del 53%. La vida útil típica és de tres anys, encara que els registres de Gran Bretanya i Alemanya indiquen que els ocells sobreviuen més de 13 anys.

### Alimentació
L'alimentació la fa principalment a terra i la dieta de l'ocell consisteix principalment en llavors i, segons l'època de l'any, també fruits silvestres i insectes.
Les llavors oleaginoses, com les de brassiques les ignora a favor d'altres amb més midó. Les plantes alimentàries típiques inclouen l'ortiga comuna, el rumex, passacamins, el bet blanc, el morró de canari i la milfulles. També són importants els cereals i les gramínies que constitueix una part important dels aliments que es consumeix a la tardor i l'hivern, preferint el blat i la civada abans que l'ordi. Quan no es l'època de reproducció, la verderola s'alimenta en estols que de tant en tant poden comptar amb centenars d'ocells i sovint contenen altres famílies com els fringíl·lids.
La verderola afegeix invertebrats a la dieta durant l'època de reproducció, especialment com a aliment per als pollets. Agafa una àmplia gamma d'espècies, com ara col·lèmbols, llagostes, mosques, escarabats, erugues, cucs de terra, aranyes i cargols. Durant els primers dies de vida, els pollets s'alimenten exclusivament d'invertebrades, però a partir del tercer dia també s'alimenten de grans de cereals perquè ja poden els digerir de manera eficient. Es creu que això és intencionat pels pares perquè així els polls ajusten la seva fisiologia per menjar llavors.

## Taxonomia
Va ser descrit per Carl von Linné (Linnaeus) l'any 1758 i es reconeixen tres subespècies:
- Emberiza citrinella caliginosa (Clancey, 1940) - oest i nord de les illes Britàniques.
- Emberiza citrinella citrinella (Linnaeus, 1758) - sud-est d'Anglaterra i oest d'Europa continental fins al nord-oest de Rússia i sud de Polònia fins als Balcans.
- Emberiza citrinella erythrogenys (Brehm, 1855) - de l'est d'Europa fins al centre sud de Sibèria.

## Depredadors i paràsits

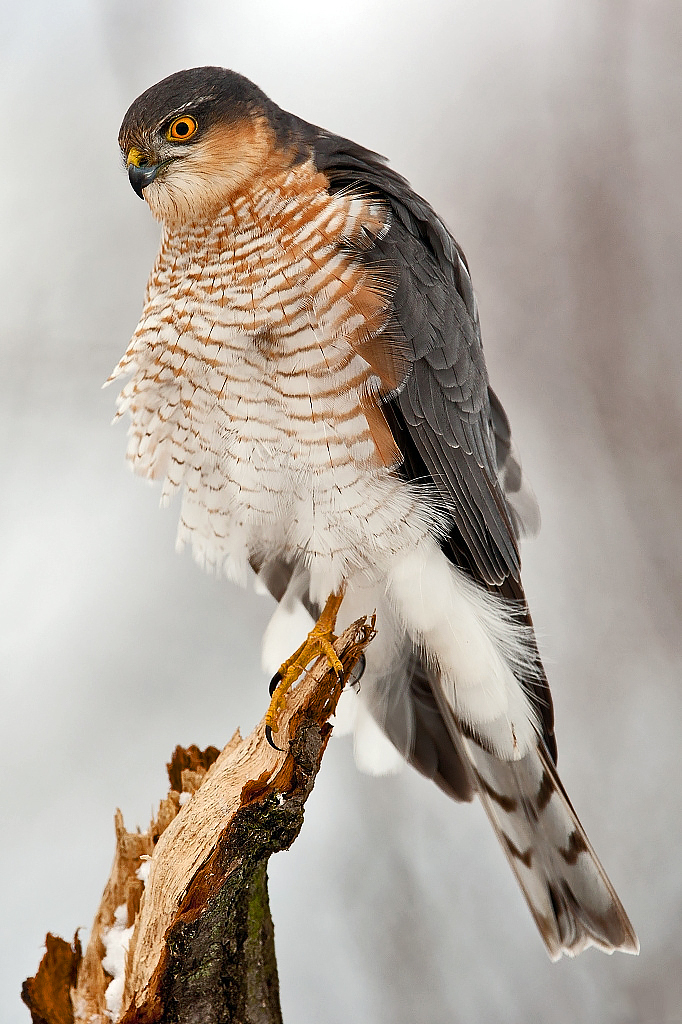
L'esparver és un dels depredadors de la verderola.

Entre els depredadors s'inclouen l'esparver, l'astor, l'àguila pomerània i diferents espècies de falcons. Els nius de verderola no són dels més parasitats pel cucut comú encara que com a ocell nidificant, els ous i pollets són vulnerables a la depredació per part de petits mamífers com ratolins i altres rosegadors. Els nius també són depredats pel corb, el gaig eurasiàtic i la garsa. La depredació va representar més del 60% de les fallides de postes segons un estudi de l'any 2012 fet a Alemanya.
S'ha trobat 13 espècies de puces dels gèneres Ceratophyllus i Dasypsyllus en aquesta espècie i els paràsits interns inclouen Ascaridia galli. La verderola pot portar paràsits a la sang (hematozous) com l'Haemoproteus coatneyi. Els mascles amb nivells alts de paràsits tenen menys descendència (les femelles no pateixen aquest efecte) i tendeixen a tenir un color menys brillant. Per tant, l'impressionant plomatge del mascle pot haver sorgit com un senyal d'aptitud per reproduir-se. Els exemplars infectats amb Haemoproteus poden tenir taxes de supervivència a l'hivern més baixes a causa de la tendència a tenir ales més curtes.

## Estat i conservació
La Unió Internacional per a la Conservació de la Natura estima que la població europea de la verderola és d'entre 54 i 93 milions d'individus, cosa que suggereix un total a euràsia de 73 a 186 milions d'ocells. Tot i que la població sembla estar en declivi, la disminució no és prou ràpida per activar els criteris de vulnerabilitat. El gran nombre i l'enorme àrea de reproducció d'uns 12,9 milions de km², fan que aquest ocell sigui classificat per la UICN com a menys preocupant.
Les poblacions han disminuït en les últimes dècades a Europa occidental, incloses les illes Britàniques, Bèlgica, els Països Baixos, Àustria i Itàlia. La verderola està en declivi greu a Irlanda i el Regne Unit fins al punt que s'ha inclòs en una llista vermella. L'any 2016 l'espècie es va extingir a l'illa de Man. A l'est d'Europa, les xifres semblen ser estables, encara que es desconeix la tendència a Rússia. Es creu que els canvis en les pràctiques agrícoles són els responsables de la reducció de la densitat de reproducció. La població introduïda a Nova Zelanda ha tingut molt d'èxit, amb densitats de reproducció molt més altes que al Regne Unit.